# Kapucinessenklooster (Luik)

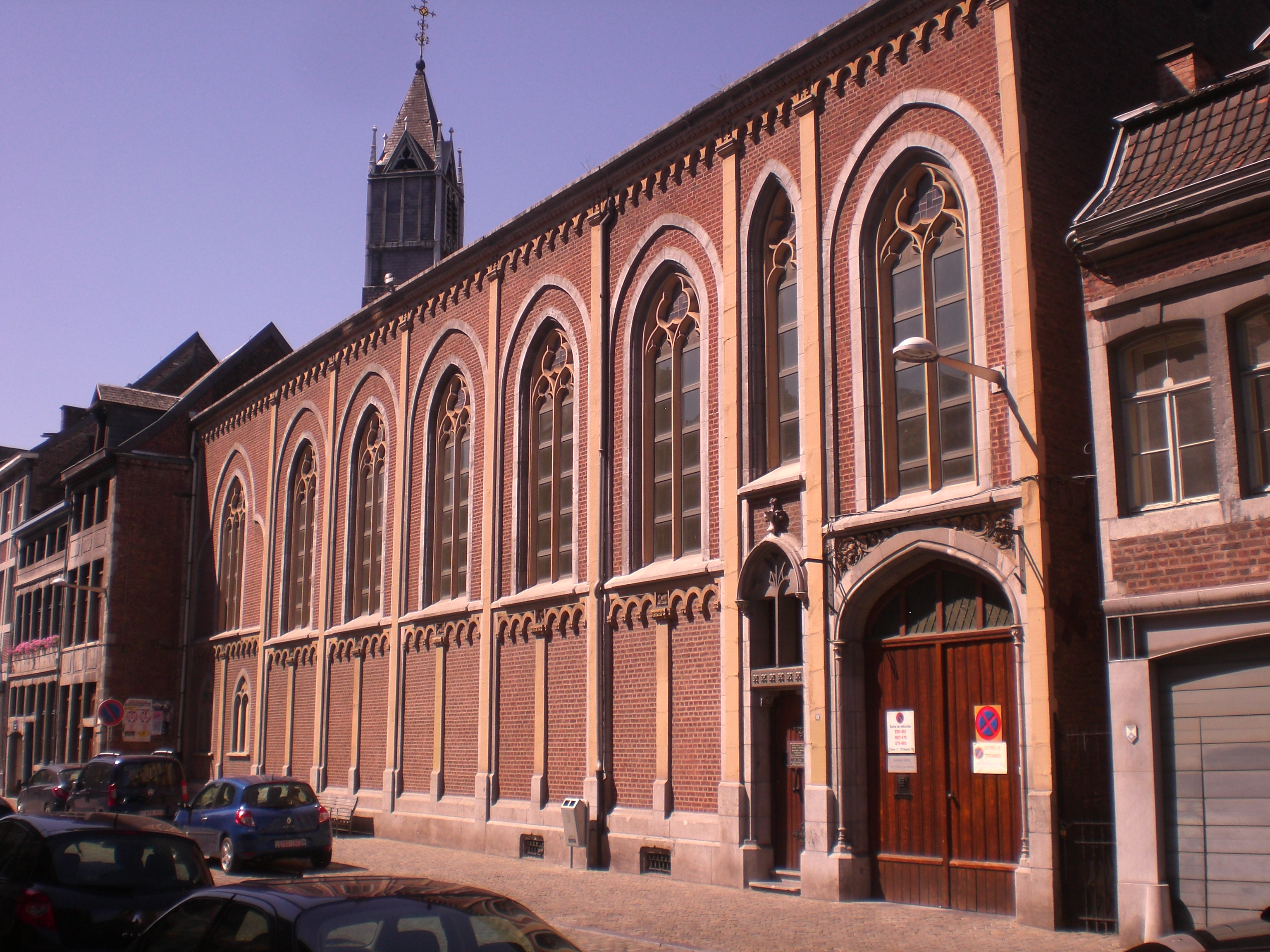
Heilig Kruiskapel

Het Kapucinessenklooster (Couvent des Capucines de Liège) is een voormalig klooster in de Belgische stad Luik, gelegen aan Rue Hors-Château 49 in de buurt Féronstrée et Hors-Château.

## Geschiedenis
De kapucinessen vestigden zich in 1626 te Luik. Het klooster werd gesticht door twee vrome vrouwen met de steun van de toenmalige prins-bisschop, Ferdinand van Beieren. Uit Sint-Omaars kwam een drietal kapucinessen, waarmee het een officieel klooster werd. De twee vrome vrouwen traden in als novicen.
In 1628 vonden de kapucinessen hun uiteindelijke bestemming, op de huidige plaats, en in 1645 werd als kloosterkerk de Heilig Kruiskapel gebouwd. Deze werd in 1646 ingezegend en gewijd aan Sint-Petrus en Sint-Paulus.
In 1797 werden de gebouwen onteigend en openbaar verkocht. Doch de kloostergebouwen werden aangekocht door een voormalige kloosterlinge. Omstreeks 1820 komt het via de familie Frésart in handen van de pastoor van de parochie van het Heilig Kruis, met de bedoeling dat dit het moederhuis wordt van de zojuist opgerichte congregatie: Filles de la Croix. Voor dat doel waren de kloostergebouwen niet geschikt, en deze werden gesloopt. Slechts een klein gebouwtje in de tuin bleef behouden, en een gevelsteen daar toont de chronogrammen:
VICIt Leo fortIs eX trIbV JVDa hosteM (1680) (zie de sterke leeuw van Juda's stam)
CrVX Dat LaVreaM (1670) (het Kruis geeft zegepraal)
In 1862 werd de voormalige kerk herbouwd in neogotische stijl. Deze staat bekend als Chapelle des Filles de la Croix. In deze kapel werden 14 kruiswegstaties geschilderd en ook de kunstenaars Jules Helbig en Édouard van Marcke vervaardigden polychrome schilderingen.
De kloostergebouwen kwamen uiteindelijk aan onderwijsinstellingen.